# Gianni Donati
Gianni Donati (Obervaz, 6 marzo 1989) è un ex hockeista su ghiaccio svizzero, giocava come attaccante.

## Carriera

### Club
Gianni Donati iniziò a militare nelle giovanili dell'HC Davos, compresa una breve esperienza in Prima Lega con l'EHC St. Moritz. Ebbe l'opportunità di debuttare in Lega Nazionale A nella stagione 2007-2008 collezionando 7 presenze.
Durante la permanenza a Davos fu inoltre prestato a formazioni di Lega Nazionale B: dapprima alla rappresentativa Under-20, successivamente al SC Langenthal. Con il Davos conquistò il titolo nazionale nella stagione 2008-2009, mentre l'anno dopo per la prima volta a segno in stagione regolare con una rete ed un assist.
Nella stagione 2010-2011 ritornò in LNB disputando l'intero campionato con il Lausanne HC, raccogliendo 6 punti in 38 apparizioni. Al termine della stagione passò alla formazione ticinese di Prima Lega dell'HC Chiasso. Dopo aver totalizzato 19 punti in 34 partite ottenne per la stagione 2012-13 un contratto annuale con la squadra di LNA dell'HC Ambrì-Piotta. Nell'estate del 2013 si ritirò dal professionismo decidendo di ritornare all'EHC St. Moritz.

### Nazionale
Nella stagione 2006-2007 Donati disputò numerosi incontri con la selezione Under-18, compresi i mondiali del 2007. L'anno successivo invece con la rappresentativa Under-20 prese parte ai mondiali U20 del 2008.

## Palmarès

### Club
- Campionato svizzero: 1

Davos: 2008-2009